# Ultramemia
Ultramemia es el quinto disco y también una canción del grupo español Def Con Dos, grabado en 1996 en los Box Studios de Madrid, masterizado por Metropolis Group en Londres y mezclado en los Jet Studios de Bruselas. Ultramemia es un neologismo acuñado a partir del concepto de "memo".

## Lista de canciones
| N.º | Título                                     | Duración |  |
| 1.  | «Mensaje I»                                | 0:34     |  |
| 2.  | «Ultramemia»                               | 4:18     |  |
| 3.  | «Mensaje II»                               | 0:41     |  |
| 4.  | «Señores»                                  | 3:27     |  |
| 5.  | «Que no te cojan»                          | 4:52     |  |
| 6.  | «Mensaje III»                              | 0:07     |  |
| 7.  | «Basta de nacimientos»                     | 3:28     |  |
| 8.  | «Mensaje IV»                               | 0:11     |  |
| 9.  | «Doctor Tricornio»                         | 3:38     |  |
| 10. | «Ciao Baby»                                | 2:18     |  |
| 11. | «Promiscuidad»                             | 3:53     |  |
| 12. | «Trabajando para Dios»                     | 4:17     |  |
| 13. | «Mensaje V»                                | 0:15     |  |
| 14. | «A.M.V. (Agrupación de Mujeres Violentas)» | 3:49     |  |
| 15. | «Menos yo»                                 | 3:56     |  |
| 16. | «Quemé el Liceo»                           | 4:22     |  |
| 17. | «Tus monsergas»                            | 3:40     |  |

| Pistas adicionales |                             |          |  |
| N.º                | Título                      | Duración |  |
| 18.                | «Ultramemia» (en gallego)   |          |  |
| 19.                | «Ultramemia» (en catalán)   |          |  |
| 20.                | «Ultramemia» (en euskera)   |          |  |
| 21.                | «Miedo a un planeta Def 96» |          |  |

La canción 'Ultramemia' critica el modelo actual de sociedad, jerarquizado, manipulado y deshumanizado.